# Vértigo (revista)
Vértigo (12 números) fue una revista de historietas editada por Nueva Frontera a partir de 1982, y por lo tanto en pleno boom del cómic adulto en España. Recopilaba material de la francesa Pilote. Destacó por publicar abundante obra de Enki Bilal y el hiperrealismo de Lionel Bret. Lauzier y Milo Manara, entre otros artistas, dieron a la revista cierta reputación, pero no fue suficiente para emular el éxito de la original.
En el año 1986 Nueva Frontera relanzó la revista con el subtítulo de nueva serie, con portadas y contenido más erótico, una línea que un año después adoptaría con más éxito Totem el comix. El invento solo duraría 4 números.
La historia de Vértigo, como la de otras publicaciones de la época, estuvo marcada por la gran cantidad de revistas de cómics que competían en los quioscos.

## Bibliografía

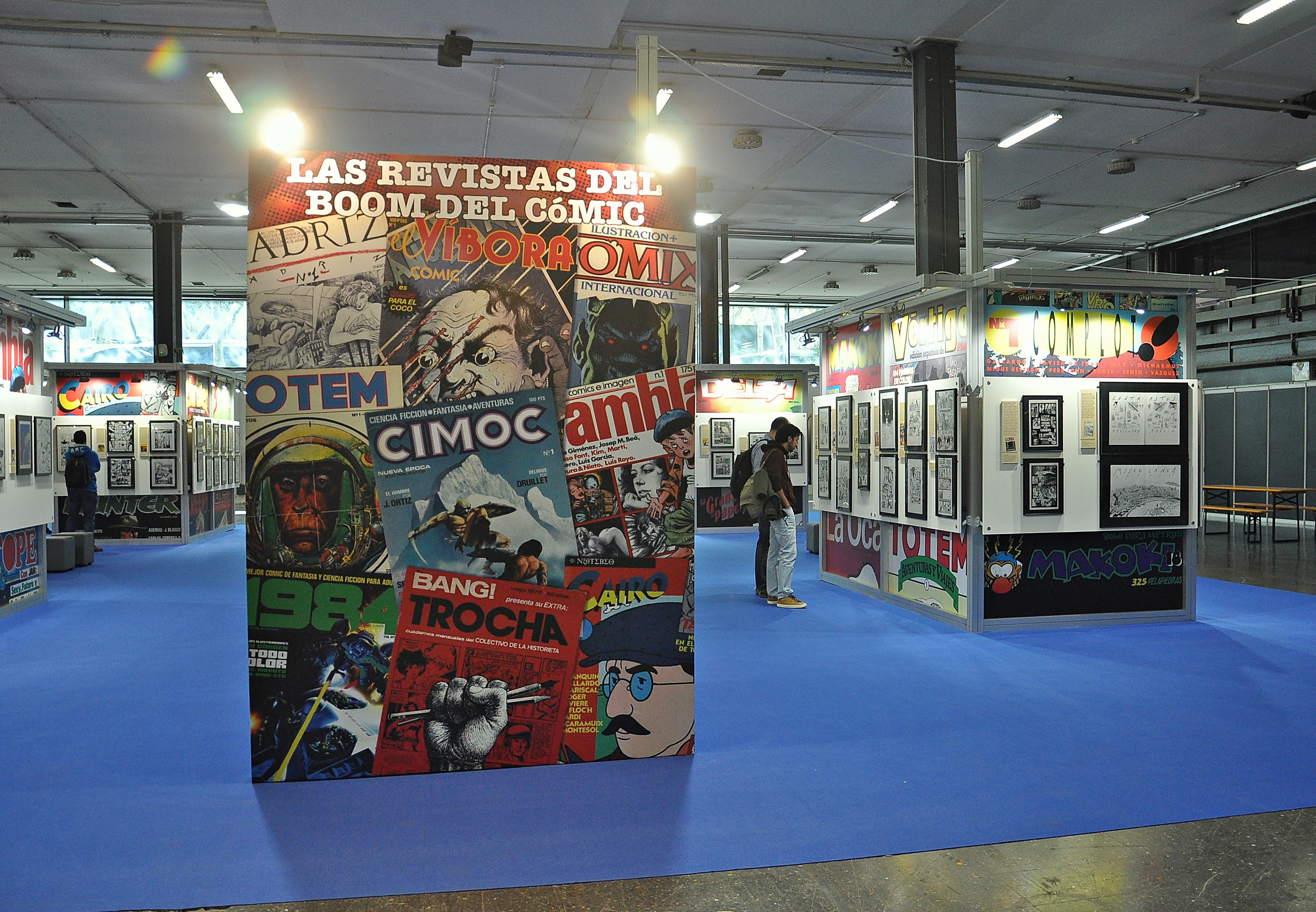
Imágenes de portadas de revistas de historieta en la edición del 2018 del Salón de Barcelona. En el lado de la derecha, puede verse el rótulo de Vértigo en otro elemento del salón.